# Erhard Milch
Erhard Milch (n. 30 martie 1892, Wilhelmshaven, Regatul Prusiei, Imperiul German – d. 25 ianuarie 1972, Wuppertal, RFG) a fost un feldmareșal german care a supravegheat dezvoltarea Luftwaffe și a avut un rol important în reînarmarea Germaniei Naziste după Primul Război Mondial. Principala sa misiune în timpul celui de-al Doilea Război Mondial a fost producția de avioane. Feldmareșalul Milch a fost judecat pentru crime de război în așa-numitul proces Milch care a avut loc în 1947 în fața unui tribunal militar american și condamnat la închisoare pe viață; a fost eliberat în 1954.

## Decorații
- Crucea de Cavaler al Crucii de Fier (4 mai 1940) în calitate de Generaloberst și comandant al Luftflotte 5 și Befehlshaber Nord (comandant al Flotilei de Nord).[13]
- Ordinul „Virtutea Aeronautică” de război cu spade, clasa Comandor (6 noiembrie 1941)[14]
- Ordinul „Steaua României” cu spade în gradul de Mare Cruce (7 noiembrie 1941) „pentru contribuția sa valoroasă în lupta contra bolșevicilor”[15]

## Legături externe
- Materiale selecționate din ziare despre  Erhard Milch în 20th Century Press Archives din cadrul Bibliotecii Naționale de Economie din Germania (ZBW)

| Lideri militari | Lideri militari                                         | Lideri militari                             |
| --------------- | ------------------------------------------------------- | ------------------------------------------- |
| Predecesor: -   | Comandant al Luftflotte 5 12 aprilie 1940 – 10 mai 1940 | Succesor: Generaloberst Hans-Jürgen Stumpff |